# Левицький Григорій Кирилович
Леви́цький Григо́рій Кири́лович (1697, с. Маячки, Гетьманщина — 1769, Полтавський полк, Гетьманщина, Російська імперія) — український художник, графік 18 ст. Батько художника портретиста Левицького Дмитра Григоровича.

## Життєпис
Народився в селі Маячки, що на Полтавщині. Походить з родини священика. Освіту отримав в Києві в Києво-Могилянській академії. Упродовж 13 років жив і навчався за кордоном, переважно у місті Вроцлав.
У 1735 р. повернувся до Києва, свою церковну парафію здавав у оренду іншим священикам. Григорій побудував будиночок на Подолі; одружився з дворянкою Агафією Левицькою і до свого прізвища додав прізвище дружини: Ніс-Левицький. Мав четверо синів і дочку. Для старших синів Дмитра й Івана батько став першим учителем.
Григорій Ніс працював «справником Києво-Печерської друкарні». У 1735 р. митець створив пишну барокову рамку для оголошень про урочисті театралізовані диспути, що влаштовувалися у академії – це перший відомий зразок реклами: плаката-афіші на східнослов’янських теренах. Митець створив гравюри до видання Євангеліє 1737 р., київського видання Апостола 1738 р. Автор гравюр до видань Києво-Печерської друкарні (“Філософії Арістотелевої” — диспуту в Києво-Могилянській академії на честь братів Розумовських, виданого у Львові (1745 р.). Книга ілюстрована гербом і родовідним деревом графів Розумовських, заставками.
У 1752 р. до Києва прибував із Петербурга художник Олексій Антропов, керівник оздоблювальних робіт у церкві Андрія Первозванного, вибудуваній за проектом Бартоломео Растреллі. Упродовж трьох років Григорій Левицький разом із сином Дмитром впродовж 1753–1756 рр. розписували стіни в Андріївській церкві. Вони – автори «Панно з сіячем».